# الجندات (جبلة)

تعديل مصدري - تعديل

الجندات محلة تابعة لقرية الشياذع، التابعة لعزلة المكتب بمديرية جبلة إحدى مديريات محافظة إب في الجمهورية اليمنية، بلغ تعداد سكانها 25 حسب تعداد اليمن لعام 2004.